# Пежемський Максим Гелійович
Максим Гелійович Пежемський (нар. 30 березня 1963 року, Зея, Амурська область, РРФСР, СРСР ) — радянський і російський кінорежисер, сценарист, актор, продюсер. 

## Діяльність
В 1991 році Максим Пежемський закінчив факультет культурно-просвітницької роботи Ленінградського інституту культури за спеціальністю «Керівник самодіяльної кінофотостудії». Працював керівником дитячої кінофотостудії, асистентом оператора на кіностудії «Леннаучфільм». 
З 1987 року у складі кіногрупи «Че-паев» знімав короткометражні фільми. В 1997 році вийшли відразу дві його художні картини: «Жорстокий час» (продюсер Олександр Антіпов) і «Мамо, не горюй» (знімалася на студії «СТВ»).   
Режисер гумористичного серіалу «Наша Russia», ситкому «Інтерни».
Мешкає у м. Санкт-Петербург.

## Громадянська позиція
У березні 2014 року разом з понад 200 іншими російськими кінематографістами Максим Пежемський підписався під зверненням до українських колег зі словами підтримки і запевненнями, що вони не вірять офіційній пропаганді Кремля, яку поширюють провладні ЗМІ та проти російської військової інтервенції в Україну.

## Фільмографія
Режисер-постановник:
- «Перехід товариша Чкалова через Північний полюс» (1990, автор сценр.)
- «Бранці удачі» (1993)
- «Жорсткий час» (1996)
- «Мамо, не горюй» (1997)
- «Чорна кімната» (кіноальманах). Новела «Квітка життя» (2000)
- «Як би не так» (2003)
- «Мамо, не горюй 2» (2005)
- «Наша Russia» (2006)
- «Кохання-зітхання 2»/ рос. «Любовь-морковь 2» (2007)
- «9 травня. Особисте ставлення» (новела «Випий за мене») (2009)
- «Наша Russia. Яйця долі» (2010, у співавт.)
- «Інтерни» (2010, телесеріал, у співавт.)
- «Зайцев +1» (2011, 1-й сезон)
- «Свєта з того світу»/ рос. «Света с того света» (2018, 1-й сезон)
- «Нежіноча справа» (2018)
- «Проект „Анна Миколаївна“» (2020, у співавт.)
- «Окаянні дні» (новела «Масаж по віддаленню») (2020)
- «Закрити гештальт» (2022) та ін.